# Jakob Muth
Jakob Muth (* 30. Juni 1927 in Gimbsheim in Rheinhessen; † 26. April 1993 in Velbert) war ein deutscher Pädagoge und Professor, der durch seinen Einsatz für Reformen im Schulwesen allgemein und für die schulische Integration behinderter Kinder im Besonderen bekannt wurde.

## Leben und Wirken
Muth wurde als drittes und letztes Kind auf dem Bauernhof seiner Eltern geboren. Sein Vater war aufgrund einer Kriegsverletzung (Gasvergiftung) aus dem Ersten Weltkrieg bettlägerig. Er besuchte ab 1933 die Volksschule in Gimbsheim sowie die Adolf-Hitler-Schule (AHS) auf der Ordensburg Sonthofen, zu seinen Schulkameraden auf der AHS gehörten u. a. Hardy Krüger und Theo Sommer. Am 30. August 1944 beantragte er die Aufnahme in die NSDAP und wurde rückwirkend zum 20. April desselben Jahres aufgenommen (Mitgliedsnummer 10.089.385). Ebenfalls 1944 wurde Muth als Soldat im Zweiten Weltkrieg einberufen und geriet in amerikanische Gefangenschaft. Aus dieser flüchtete er und kehrte nach Gimbsheim zurück. Nach dem Krieg fing er 1948 eine Maurerlehre an und war Gelegenheitsarbeiter, bis er 1948 sein Abitur machte und danach eine Ausbildung zum Volksschullehrer zunächst in Bad Neuenahr und später in Worms absolvierte. Nach der ersten Prüfung 1950 dort wurde er Lehrer in Mainz. Parallel dazu begann er ein Studium der Pädagogik an der Mainzer Universität, welches er später ausschließlich durchführte und wurde 1958 mit dem Thema „Vorberufliche Erziehung in der Volksschule“ promoviert.
Jakob Muth war verheiratet und Vater zweier Kinder. Er war überzeugter Sozialdemokrat und Gewerkschafter (GEW) und lebte jahrzehntelang in Heiligenhaus, wo seine Familie heute noch lebt.
Muth war seit 1958 Dozent in Worms und ab 1960 als Professor an der Pädagogischen Akademie Kettwig, später Pädagogische Hochschule Duisburg (von 1962 bis 1964 als deren Rektor) tätig, von 1970 bis zu seiner Emeritierung im Juni 1992 an der Ruhr-Universität Bochum auf dem Lehrstuhl für Schulpädagogik. Auf seinem Lehrstuhl folgte ihm Ewald Terhart. Von 1970 bis 1975 war Muth Mitglied des Deutschen Bildungsrates. Von 1969 bis 1980 gehörte er dem Rat der Stadt Heiligenhaus an.
Muth kritisierte schon früh eine streng nach Lehrplan ausgerichtete Erziehung und stellte ihr den sog. "Pädagogischen Takt", eine auf die Individualität des Kindes eingehende Pädagogik, gegenüber. Muth galt als Vordenker für ein berufsorientiertes Schulpraktikum, ein Thema, das er schon in seiner Dissertation und in nachfolgenden Arbeiten aufgriff. Darüber hinaus gilt Muth als Verfechter und Wegbereiter der Schulpflicht bis zum sechzehnten Lebensjahr. Er gilt auch als Vordenker der Gesamtschule. Nach seiner Lebenserfahrung und pädagogischen Arbeit gilt Muth als Befürworter und Wegbereiter einer inklusiven Schule. Muth verfasste ca. 400 Schriften zur Schulpädagogik.

## Ehrungen
Viele deutsche Förder- und Grundschulen tragen seinen Namen.
Die Bertelsmann Stiftung vergab zusammen mit dem Beauftragten der Bundesregierung für die Belange behinderter Menschen, der Deutschen UNESCO-Kommission sowie der Sinn-Stiftung – Kinder. Lernen. Zukunft. von 2009 bis 2019 den Jakob Muth-Preis für inklusive Schule (siehe Inklusive Pädagogik). Die Auszeichnung ist 2020 im Deutschen Schulpreis aufgegangen.
In Heiligenhaus wurde im neugeschaffenen Campus Velbert/Heiligenhaus der Hochschule Bochum eine Straße nach ihm benannt.